# 1948年のチェコスロバキア政変

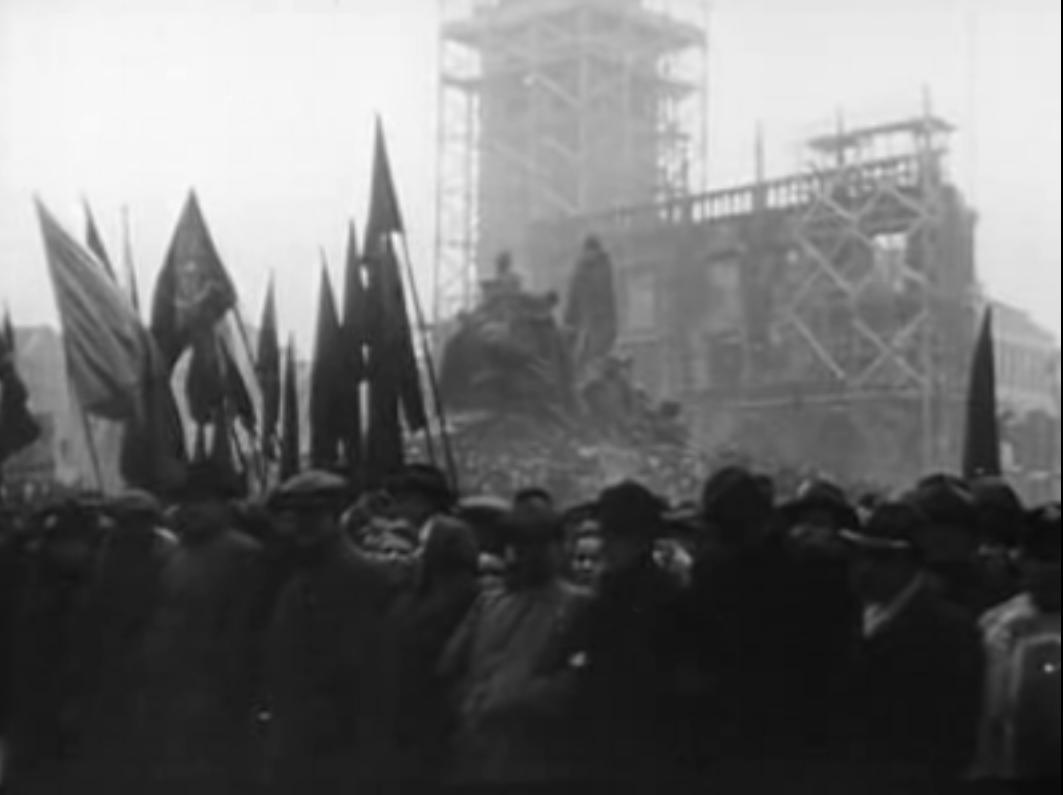
旧市街広場での共産党の示威行動

1948年のチェコスロバキア政変（1948ねんのチェコスロバキアせいへん、チェコ語: Únor 1948、スロバキア語: Február 1948）または二月事件（にがつじけん）は、1948年2月に起きたチェコスロバキアにおける共産主義政権樹立に帰結する事件を指す。東西冷戦が不可逆的であることを西側諸国に強く印象付けた事件であった。共産党の公式史観では「勝利の二月（Vítězný únor）」と呼ばれている。

## 概要

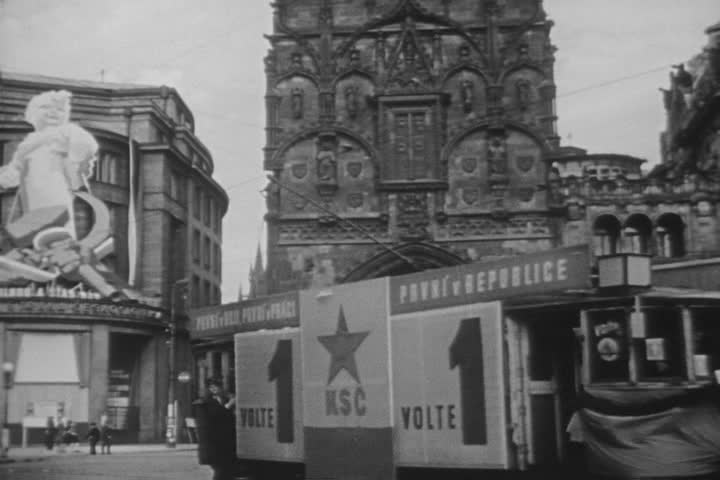
1946年総選挙での共産党の宣伝

第二次世界大戦後のチェコスロバキアでは、ソ連の影響力が強まり、1946年に実施された選挙でチェコスロバキア共産党が38％の得票を得て第一党になった。これを受けて共産党指導者クレメント・ゴットワルトを首班とする連立政権が成立し、内務省など治安機関や教育・宣伝といった重要ポストを獲得し、また基幹産業の国有化を進めた。
アメリカとソ連の対立、いわゆる冷戦が深まり、隣国のポーランドやハンガリーで共産党の一党体制が成立していく国際環境の変化は、チェコスロヴァキアの国内政治にも影響を及ぼし、国民戦線を通じて連合政権を組んでいた非共産系の政党と共産党政権の亀裂が深まっていった。また1947年のマーシャルプラン参加をめぐっては一旦参加を受諾したものの、ソ連の意向で撤回せざるを得なかったことや、コミンフォルムの創設会議においてユーゴスラビアなどから批判を浴びたことも国内の政治対立に拍車をかけた。

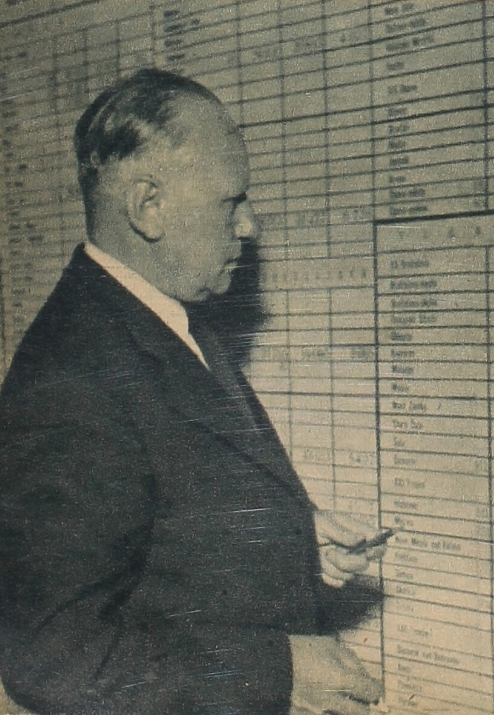
治安部門の共産化を行ったノセク内相

1947年から1948年にかけて、閣内及び議会内で共産党と非共産政党の対立が激化した。1948年2月初旬、共産党出身の内務大臣ヴァーツラフ・ノセクは警察や治安部門に残る非共産党員の追放に着手した。2月12日、政権内の非共産系閣僚はノセクの行動を批判したが、ゴットワルトは武力行使をちらつかせて批判を封じ込めた。2月22日、ノセク内相が閣内での合意を無視して非共産党員の警察官の職場復帰を拒否したことを受けて、12名の非共産系閣僚が抗議の表明として辞表を提出した。彼らはエドヴァルド・ベネシュ大統領が辞表の受理を拒み、閣内に残るよう指示すると想定していたし、ベネシュ自身も当初非共産系を含まない新内閣の発足は望まないと主張していた。
しかし、全国で共産党主導の示威行動が発生し、またソ連大使ヴァレリアン・ゾーリンがプラハ入りし、ソ連の介入可能性が高まっていく状況、そしてゴットワルトによる全国ゼネストの呼びかけといった政治的圧力を受けて、2月25日、ベネシュは最終的に辞表を受理し、共産党と親モスクワ派の社会民主党による新政権を指名した（なお、唯一非共産系として入閣した建国の父トーマス・マサリクの息子ヤン・マサリクが同年3月10日に死亡。自殺と発表された。外務省ビルから転落死したもので、暗殺説が根強く囁かれている）。
5月9日、人民民主主義を謳う新憲法が採択され、30日の総選挙で共産党とその衛星政党からなる国民戦線が89.2％の得票を獲得した。この結果を受けて6月2日、ベネシュは大統領を辞任した。

## 西側の反応
当初は東西両陣営のいずれにも属さず、マーシャル・プランを受け入れようとしていたチェコスロバキアに共産党単独政権ができたことはイギリス、フランスを中心とした西側諸国に大きな衝撃を与えた。またチェコスロバキアが、東欧でも唯一の工業国で軍需産業が盛んだったことも大きな痛手となった。西側諸国はこれに対抗して、1948年3月17日に、イギリス、フランス、オランダ、ベルギー、ルクセンブルクの五ヵ国がブリュッセル条約を締結。これは前年に英仏間で結ばれたダンケルク条約を発展させたもので、五ヵ国による相互援助、防衛が確認された。
しかし東西両陣営の対立が決定的となった今、強大なソ連軍に対抗するためには十分とはいえず、そこで西側諸国は唯一ソ連に対抗できる軍事力を持つアメリカを巻き込んだ新たな相互防衛策を模索するようになる。アメリカからしてもソ連の軍事力は脅威を感じており、西ヨーロッパの誘いに応じた。この構想は急速に進められ、1949年4月、北大西洋条約が結ばれNATOが成立した。また1954年10月23日にはパリ協定によって、西ドイツ、イタリアを加えた拡大ブリュッセル条約が成立し、WEUが結成され西側諸国の安全保障体制が確立された。東西両陣営の対立は1989年の東欧革命まで続くことになる。